# شمعي المنقار الأسود التاج
شمعي المنقار الأسود التاج (الاسم العلمي: Estrilda nonnula) (بالإنجليزية: Black-crowned Waxbill)‏ هو نوع من الطيور يتبع جنس الشمعي المنقار من فصيلة شمعية المنقار.